# 於大之方

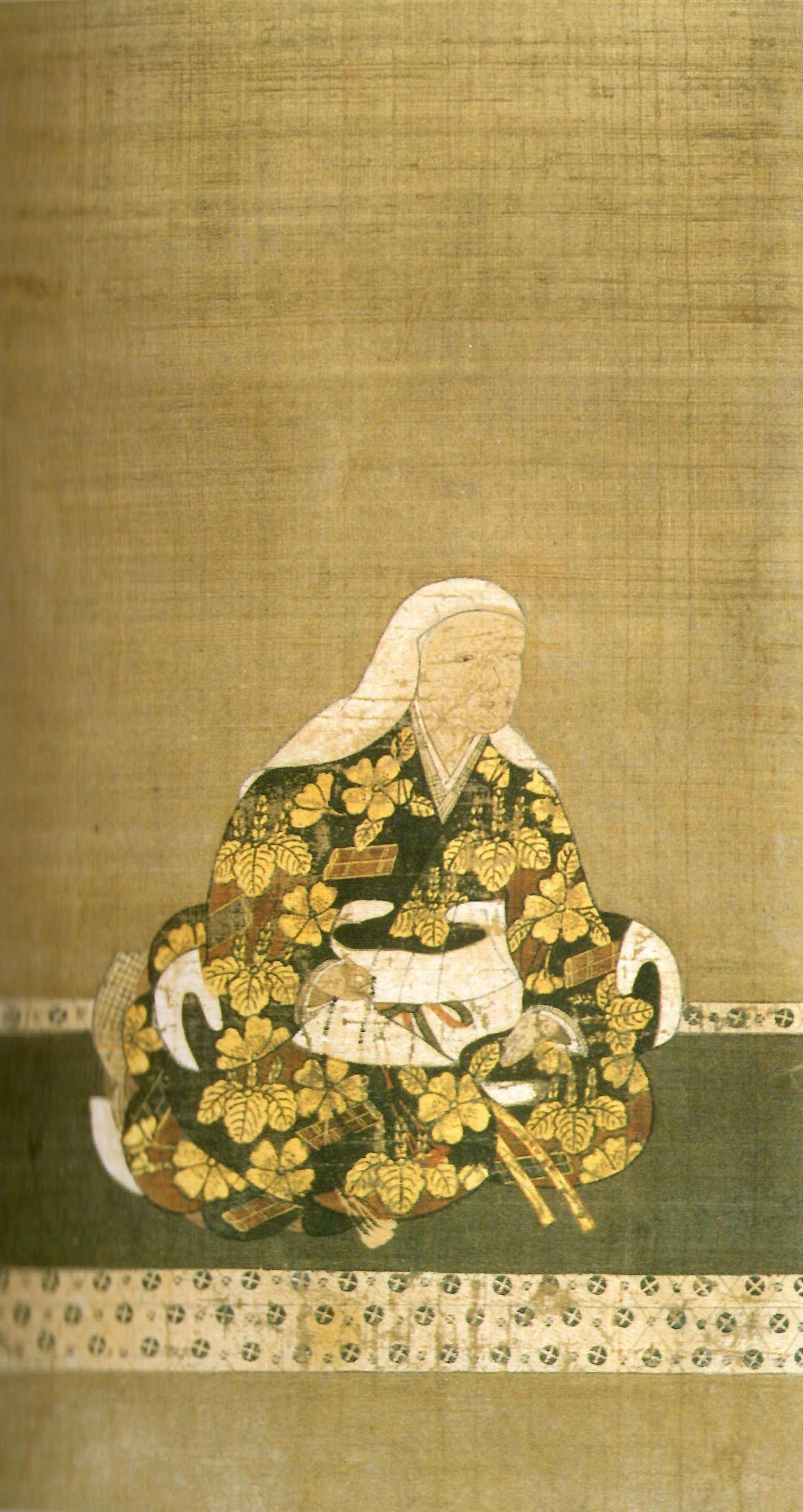
於大之方

於大之方（おだいのかた，1528年—1602年），晩年稱作傳通院，本名大（或是太）。父親是三河國刈屋城城主水野忠政，生母是繼室於富之方（以後松平清康繼室華陽院），是忠政的次女。是三河國岡崎城城主松平廣忠的正室和尾張國阿久比城城主久松俊勝的正室。德川幕府初代將軍德川家康的母親。

## 生涯

### 出生到離婚
享祿元年（1528年），於大出生在父親忠政的居城，緒川城（愛知縣知多郡東浦町緒川）。於大年幼的時候，父親忠政應鄰近三河國的大名，松平清康的要求，讓母親於富與自己離婚，不久後，於富被迫改嫁給岡崎城主松平清康，於富成為清康的繼室，也因此，於大小時候在缺乏母愛的環境中長大。
天文十年（1541年）才十四歲的於大，嫁給松平清康的嫡長子，岡崎城主松平廣忠，廣忠和於大雖然沒有真正的血緣關係，不過，名義上仍然是一對兄妹，而這個時候廣忠十六歲。
翌年，天文十一年（1542年）十二月二十六日，於大生下嫡子竹千代（以後的德川家康）。夫妻的關係也十分良好，但是這種兩家和平共處的情況卻沒有持續很久。
一年後的天文十二年（1543年）七月十二日，於大的父親水野忠政去世，得年五十歲。而繼承忠政的於大兄長，家督水野信元（於大的異父兄）與織田信秀結盟。而曾因為今川義元援助而保住國家的廣忠，遭受到了今川一方的打壓，強迫他與於大離婚。為了報答義元的恩情，又或者是為了保住松平家，廣忠最後被迫和於大離婚。
天文十三年（1544年）的九月，於大離開岡崎城，和廣忠正式離婚，結束才三年的婚姻。離城後的於大，起初暫時住在松平家重臣酒井正親的屋敷，不久離開岡崎，返回刈屋城，那時於大才十七歲。據說，於大此時已經懷孕，後來在酒井正親的屋敷裡生下一女，取名為多卻姬。但是，一般通常認為，多卻姬是於大再婚對象久松俊勝的女兒。

### 再嫁
回到刈屋城的於大，和與松平家廣離婚的姐姐，於丈之方（於大的異母姐，信元的親妹妹）住在一起，不久之後嫁給水野的旗下的尾張阿久比城主久松俊勝。於大跟俊勝生有三男四女。同時，知道那個時候竹千代成為今川氏人質的於大，命令俊勝的家臣，送給竹千代一些四季的衣服，新奇的食物等。竹千代在尾張的兩年從未間斷。
永祿3年(1560年)5月17日，桶狹間之戰時，於大與擔任今川軍先鋒的兒子松平元康（家康）會面。元康在出兵時，前去阿久比城。母子隔了十六年才相見，那時家康十九歲，於大三十三歲。這天家康也第一次見到俊勝和同母異父弟妹，而家康也十分照顧同母異父的弟妹，封給三個弟弟領地。天正15年（1587年），俊勝死後，於大剃髪，號傳通院。
關原會戰後的慶長7年（1602年）2月，家康公的邀請於大、同母長弟勝元及三男定勝的子定行一起上京都。有人說是於大一直希望去參拜京都的寺院，由此可見家康十分孝順這位緣薄的生母。進京的於大，以內大臣德川家康的生母，在5月15日拜見京都的高台院，22日進宮拜見後陽成天皇，23日參拜了豐國神社。
可是，到了秋天，於大生病，8月28日，在伏見城內逝世，享年七十五歲。家康在京都的知恩院舉行了喪葬儀式之後，將於大葬在江戶傳通院。法名傳通院殿蓉譽光岳智香大禪定尼。同時，岡崎的大泉寺也有於大遺髮的墳。

### 於大的子女

#### 與松平廣忠所生
- 德川家康

#### 與久松俊勝所生兒子
- 松平康元
- 松平康俊
- 松平定勝

#### 與久松俊勝所生女兒
- 保科正直夫人
- 松平康長夫人
- 松平家清夫人

## 關連項目
- 久松氏
- 乾坤院

## 登場作品
影視劇
- 怎麼辦家康（2023年、NHK大河劇、演：松嶋菜菜子）